# Jag slipper i främmande landet mer vara
Jag slipper i främmande landet mer vara är en psalmtext av Fredrik Engelke. Texten har sju 8-radiga verser och sjungs till en profan melodi av okänt ursprung. Under den femte versen ställde sig församlingsmedlemmarna upp, tog varandras händer och bildade en ring, som de sedan bibehöll till sångens slut.

## Publicerad i
- Lofsånger och Andeliga Wisor nr 6/1875 med titeln "Seglaren".
- Lovsånger och andeliga visor 1877 nr 136 med titeln "Seglaren".
- Herde-Rösten 1892, som nr 233 under rubriken "På hemfärden".
- Guds lov 1935 som nr 449 under rubriken "Hemlandssånger".
- Sions Sånger 1951, som nr 99.
- Sions Sånger 1981, som nr 141 under rubriken "Kristlig vandel".